# Iabluneve, Orjîțea
Iabluneve (în ucraineană Яблуневе) este localitatea de reședință a comunei Iabluneve din raionul Orjîțea, regiunea Poltava, Ucraina.

## Demografie
Componența lingvistică a localității Iabluneve
     Ucraineană (97,99%)
     Rusă (1,84%)
     Alte limbi (0,17%)
Conform recensământului din 2001, majoritatea populației localității Iabluneve era vorbitoare de ucraineană (97,99%), existând în minoritate și vorbitori de rusă (1,84%).